# Ferrocarril en Japón

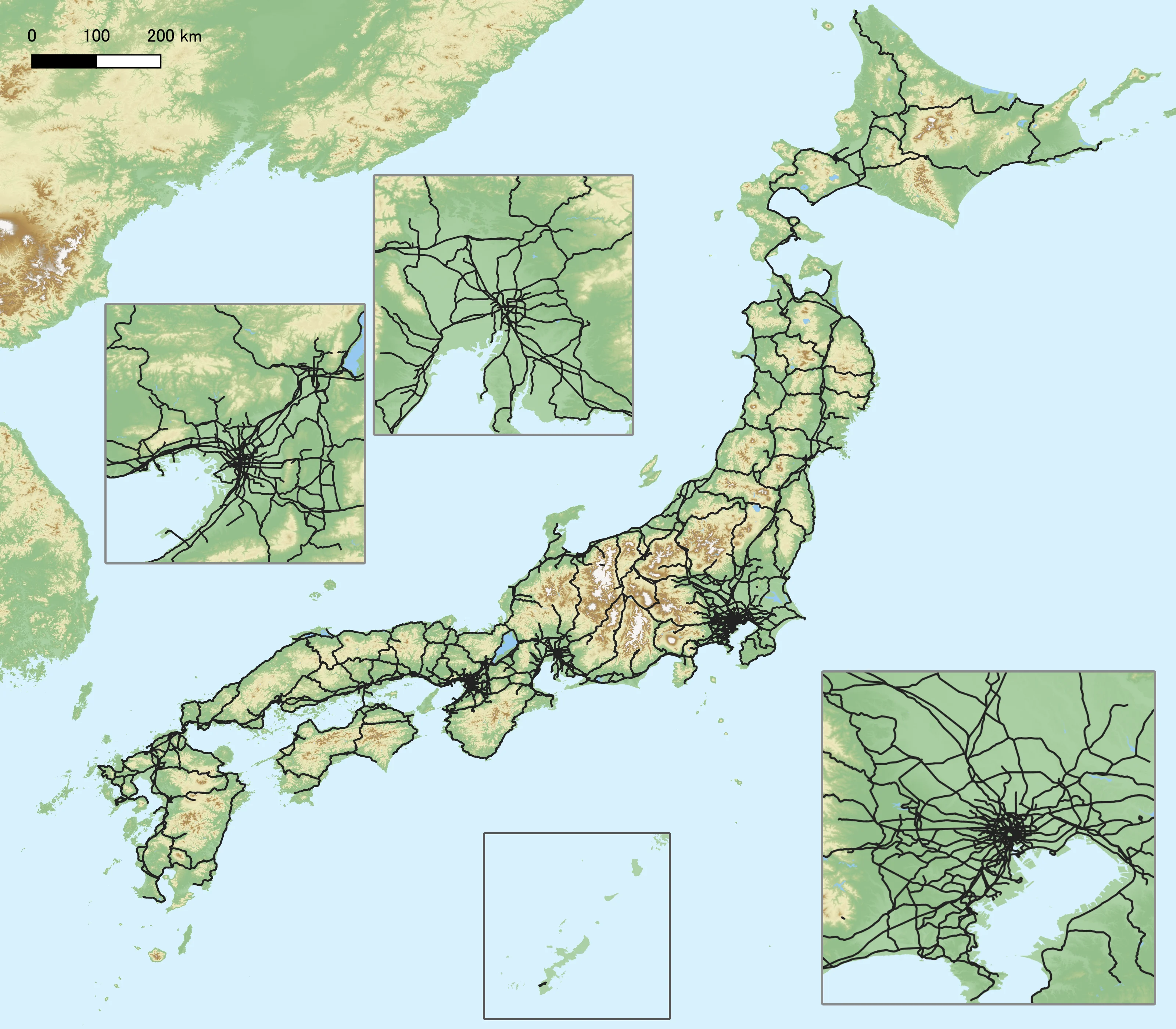
Mapa ferroviario de Japón, incluyendo el de sus principales metrópolis

El transporte ferroviario en Japón es un medio de transporte principal, especialmente para las masas y viajes de alta velocidad entre las grandes ciudades y para viaje diario de transporte en áreas urbanas. Es usado muy poco para transporte de carga, contabilizando solo el 0,84% del movimiento de bienes. La red privada es altamente eficiente, requiriendo bajos subsidios y con un funcionamiento extremadamente puntual. 

## Vista general

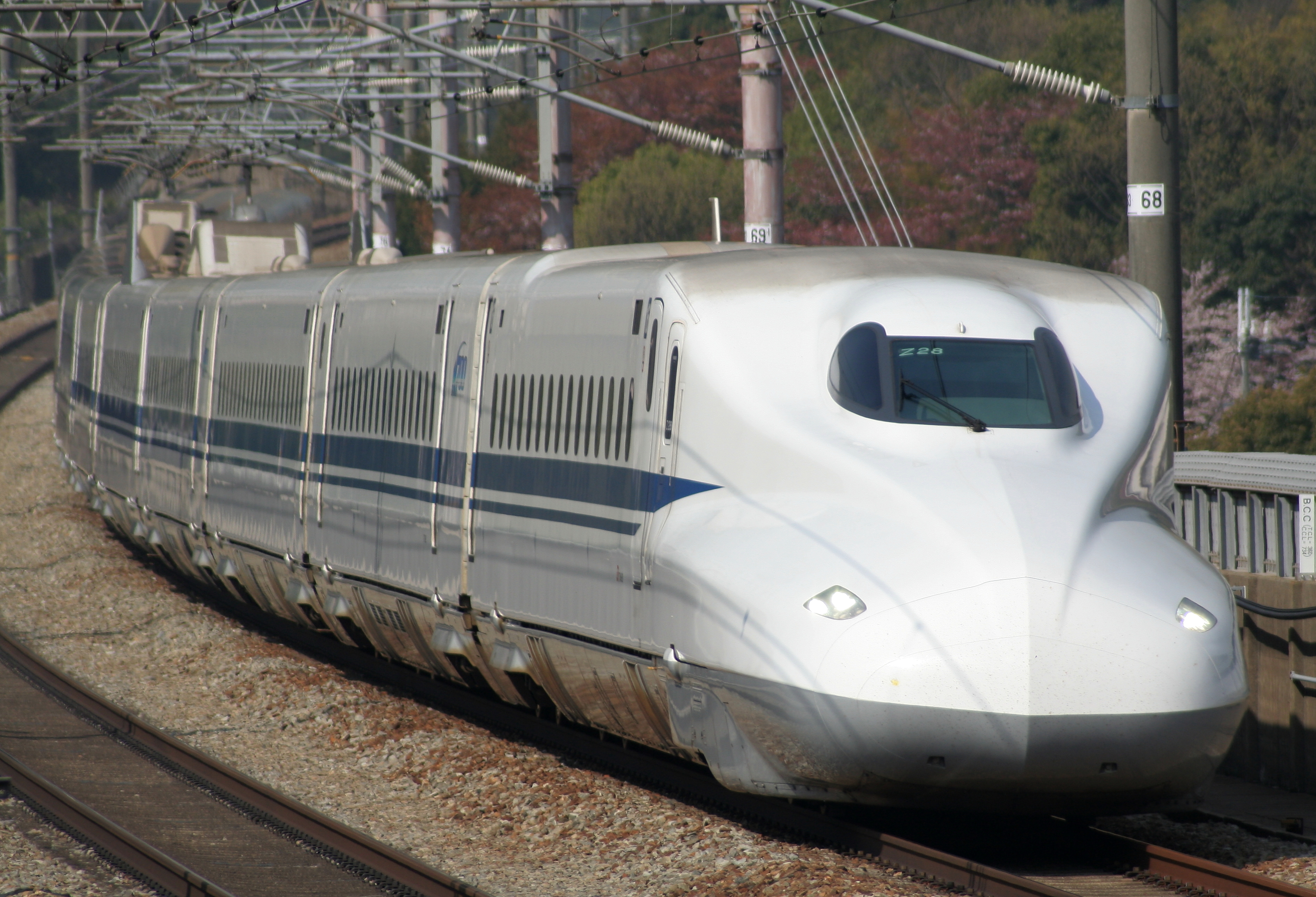
Tren serie N700 Shinkansen

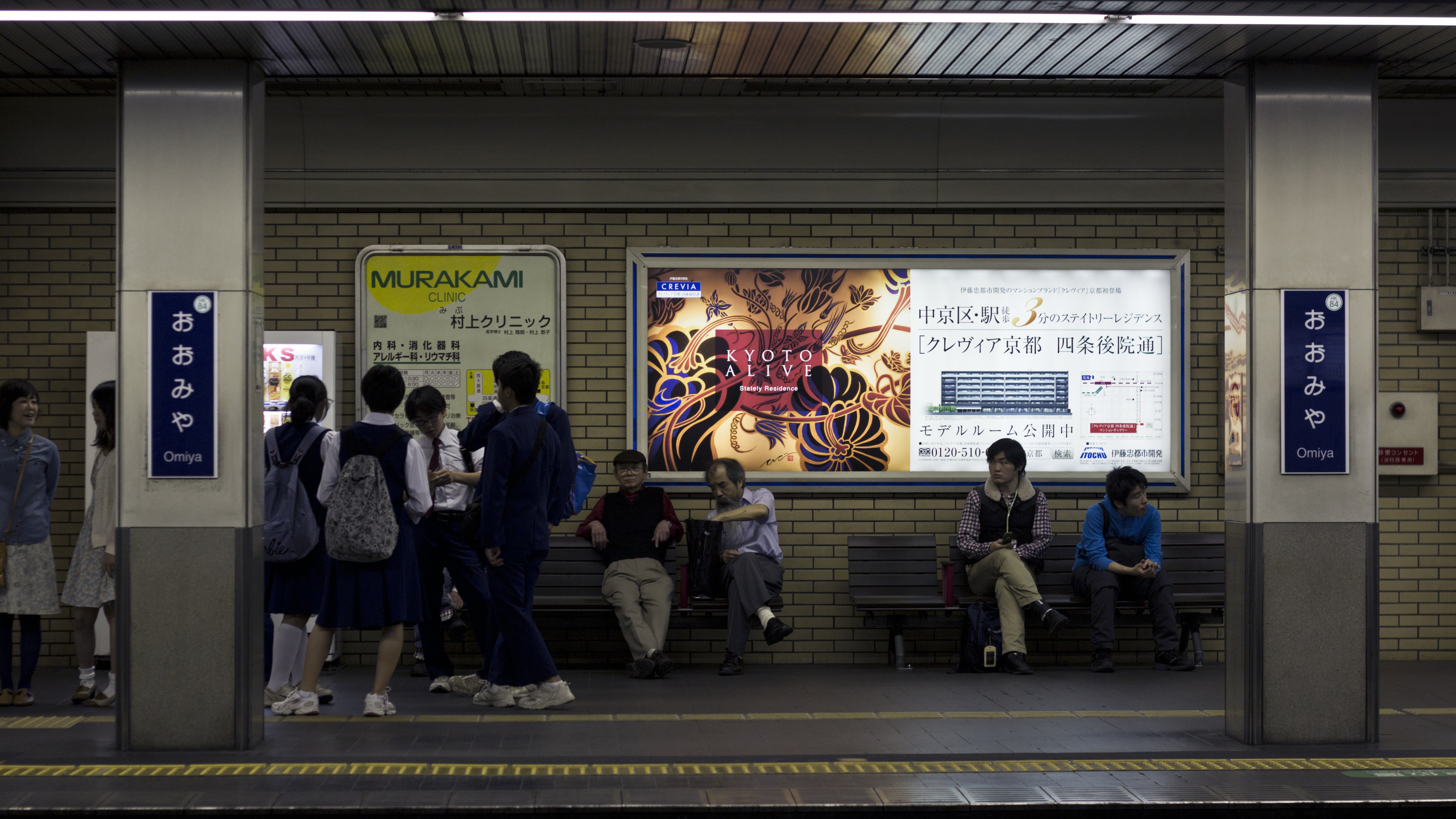
Estación de tren en Kyoto Hankyu

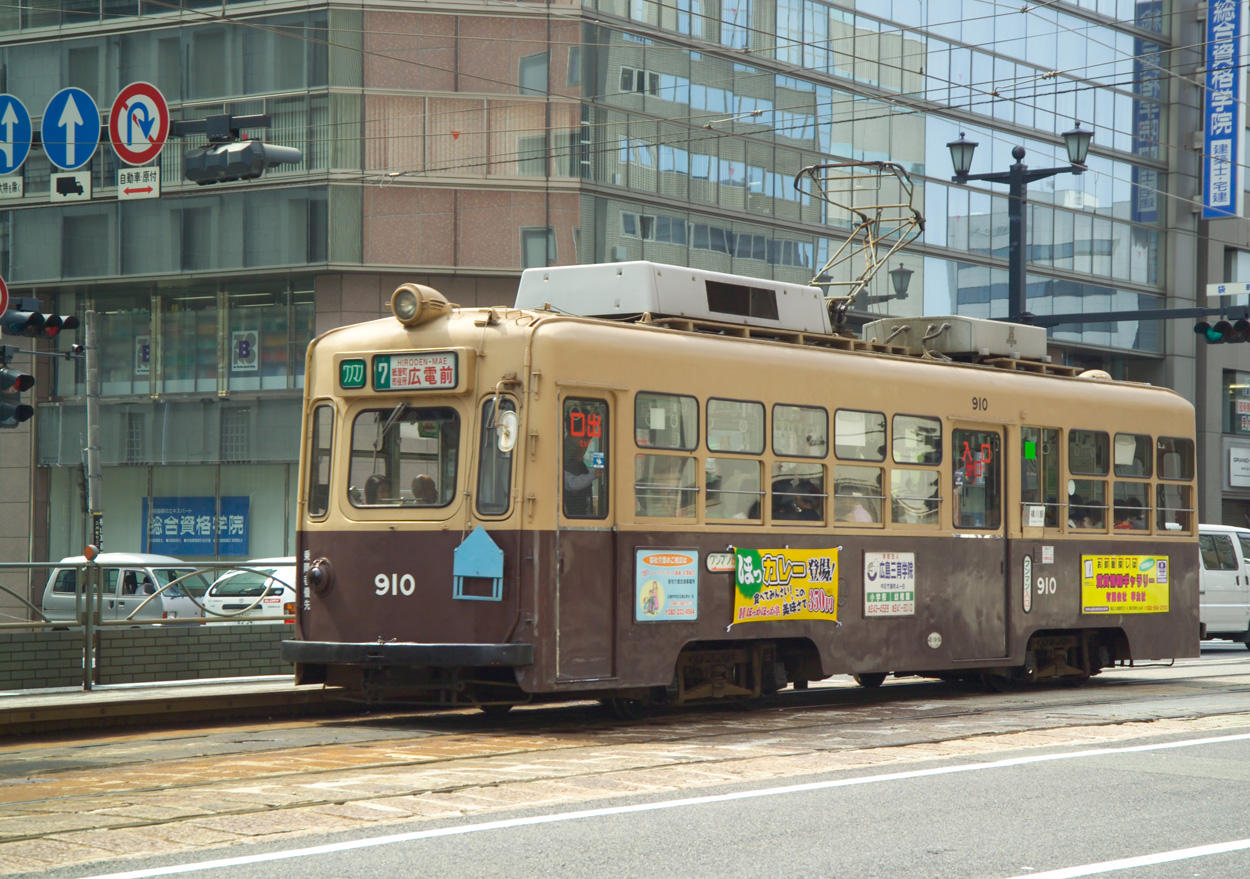
Tranvía Hiroden en Hiroshima

El servicio de transporte ferroviario en Japón es proveído por más de 100 compañías privadas, incluyendo:
- Japan Railways Group (o JR group); grupo de las compañías regionales de seis líneas ferroviarias de Japón (JR) el cual provee servicios a los pasajeros hacia la mayoría de los sitios en las islas de Hokkaido, Honshu, Kyushu y Shikoku.
- La compañía de transporte de carga a escala nacional JR.
- 16 grandes compañías regionales las cuales proveen servicios ferroviarios como parte de sus operaciones de corporación. Hay también docenas de pequeñas vías ferroviarias privadas locales.

Muchas de las compañías ferroviarias privadas están dentro de las mejores corporaciones del país. Las vías fueron construidas por corporaciones privadas desarrollando comunidades integrales a lo largo de las vías férreas, permitiéndoles alcanzar ganancias mediante la diversificación en los bienes raíces, venta al por menor y otros numerosos negocios. Los gobiernos regionales y las compañías fundadas conjuntamente por gobiernos regionales y las empresas privadas, también proveen el servicio ferroviario. 
La red posee 27.268 km de vías cruzando el país. JR (un grupo de empresas formadas después de la privatización de JNR) controlaba 20.135 km de estas líneas al 31 de marzo de 1996, con las restantes 7.133 km en manos de las empresas privadas locales, las vías férreas de Japón llevaron 7.289 billones de pasajeros (260 mil millones de pasajeros por kilómetro) en los años 2013-14. En comparación, Alemania tiene 40.000 km de vías férreas, pero carga solamente 2,2 mil millones de pasajeros por año. Debido al uso masivo del sistema de vías férreas, Japón es casa de 46 de las 50 estaciones más ocupadas.
El mayor uso es urbano y en las líneas internas de la ciudad, alrededor del tiempo de la privatización de JNR, muchos locales no rentables y líneas rurales fueron cerradas, especialmente en Hokkaido y Kyushu. Sin embargo, con el patrocinio en muchas líneas locales no urbanas en continuo declive debido a factores como el aumento del nivel de dueños de carros y el declive de la población rural, próximos cierres fueron planeados. Por ejemplo, el 16 de octubre de 2015, JR West anunció que estaba considerando cerrar la Línea Sanko de 108 km debido al pobre patrocinio y fue una discusión con las dos prefecturas que eran servidas por esta línea, Shimane y Hiroshima también como otras municipalidades, preocupados por los planes futuros. En el año fiscal 2014, la línea llevó un promedio de 50 pasajeros por km por día, comparado a los 458 por km día en 1987. El 29 de septiembre de 2016, JR Oeste anunció que la línea entera cerraba el 31 de marzo de 2018. 
El 19 de noviembre de 2016, el presidente de JR Hokkaido anunció los planes para una futura racionalización de su red a 1,237 km o el 50% de la red actual.[8] Incluyendo el cierre de la sección restante de la línea Principal Rumoi (La sección Rumoi - Mashike cerró el 4 de diciembre de 2016), la sección Shin-Yubari-Yubari de la línea Sekisho, la sección no electrificada de la línea Sassho y la línea Nemuro entre Furano y la Juntura Kami-Ochiai. Otras líneas incluyendo la Línea Principal Sekihoku, Senmo, la sección Nayoro - Wakkanai de la línea Nemuro están propuestas para su conversión a operación de Tercer Sector pero si el gobierno local no lo aprueba, esas secciones también cerrarán.  
Fukuoka, Kobe, Kioto, Nagoya, Osaka, Sapporo, Sendai, Tokio y Yokohama tienen sistemas de metro. Sien embargo, a diferencia de Europa, la gran mayoría del tráfico de pasajeros está en trenes de viaje diario en zonas suburbanas que cruzan áreas metropolitanas. Además , muchas ciudades tienen redes de tranvía y monorriel.  
Japón fue el pionero en el tren bala de alta velocidad o "shinkansen", el cual ahora une las ciudades más grandes de Japón a velocidades superiores a los 320 km/h (200mph). Sin embargo, otros trenes circulando en la línea convencional o "zairaisen" se mantienen a velocidad relativamente baja, operando en su máxima velocidad a 160 km/h y muchos debajo de los 130 km/h.   
Las vías férreas de Japón llevaron 31 millones de toneladas (21 mil millones de toneladas métricas por kilómetro) de bienes en 2013.14.[2] La acción de vías férreas en la logística nacional es tan baja como 6.2% (2010), la más baja por mucho en el G8.[9]    

## Historia

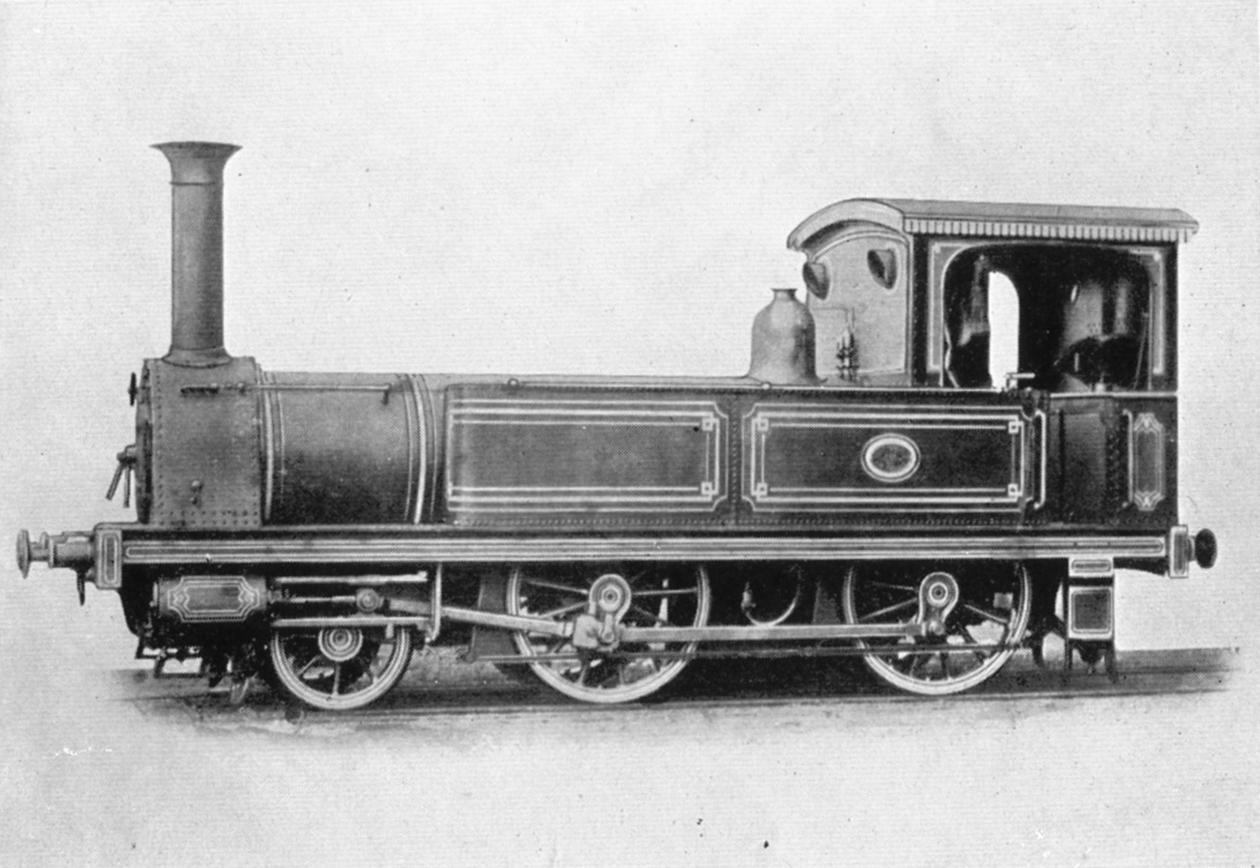
Locomotora a vapor clase 150 hecha por la Fundidora Vulcan vino a Japón en 1871. Es una de las locomotoras a vapor que transitó entre Tokio y Yokohama en 1872. Esta línea fue la primera vía férrea en Japón.

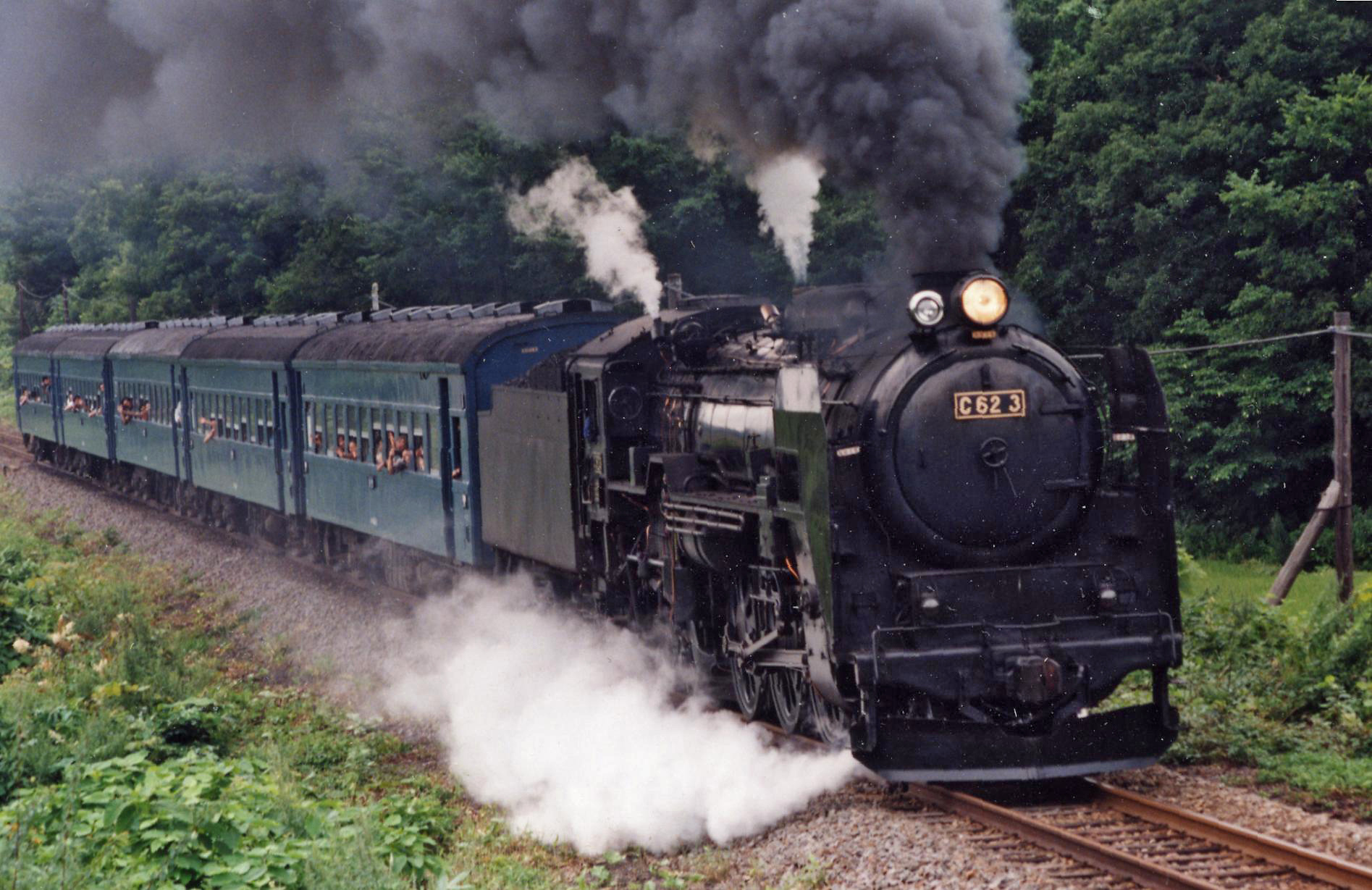
La locomotora a vapor expreso Niseko hecha para Otaru, Hokkaido

Las vías férreas son el medio de transporte principal en Japón, manteniendo su estado desde finales del siglo XIX. La política del Gobierno promovió las vías férreas como un sistema de transporte eficiente para un país que presente deficiencia en combustibles fósiles y que casi depende completamente de las importaciones.  
Las tierras rurales cercanas a las grandes ciudades fueron adquiridas a precios bajos por las compañías de ferrocarril a finales del siglo XIX, las cuales luego construyeron líneas que se convirtieron en la columna vertebral del transporte urbano entre los suburbios y las ciudades formadas cerca de las vías férreas irradiando desde las áreas metropolitanas, similar al crecimiento suburbano alrededor de las vías férreas en otras naciones.   
A pesar de su eficiencia, la afluencia de crecimiento y la adquisición asociada de carros llevó al incremento de transporte en calles y al detrimento del ferrocarril desde 1960. La acción relativa de los ferrocarriles en kilómetros por pasajero total bajó desde 66.7 por ciento en 1965 a 42 por ciento en 1978 y 29.8 por ciento en 1990 aunque esto aún contabilizaba el más grande porcentaje de los países miembros del OECD.   
La cifra es 43.5% (como en 2001) in las áreas metropolitanas más grandes en Japón: Tokio (incluyendo las Prefecturas de Chiba, Saitama, Tokio y Kanagawa), Osaka (incluyendo las Prefecturas de Kioto, Osaka y Hyogo) y Nagoya. Los automóviles privados en la gran Tokio contabilizan menos del 20% de los viajes diarios debido a que la adquisición de carros está restringida a aquellos que poseen un espacio de estacionamiento.    

### Línea de eventos
- 1872 - Apertura de la primera vía férrea de Japón entre Shimbashi (Tokio) y Yokohama (Kanagawa).
- 1881 - Fundación de la Vía Férrea Nippon, la primera compañía de ferrocarril privada en Japón.
- 1882 - Apertura del ferrocarril Horonai, el primer ferrocarril en Hokkaido.
- 1888 - Apertura del ferrocarril Iyo, primer ferrocarril en Shikoku
- 1889 - Apertura del ferrocarril Kyushu, primer ferrocarril en Kyushu
- 1889 - Finalización de la línea principal en Tokaido
- 1893 - La locomotora a vapor clase 860, primer locomotora construida en Japón
- 1895 - Adquisición por parte de Japón del ferrocarril en Taiwán
- 1899 - Apertura del ferrocarril Keijin, primer ferrocarril en Corea
- 1906 - Apertura del primer ferrocarril en Karafuto
- 1906 - Fundación del ferrocarril de Sur Manchuria
- 1906 - 1907 - Nacionalización de 17 ferrocarriles privados
- 1914 - Apertura de la estación Tokio
- 1925 - Inauguración de la Línea Yamanote
- 1927 - Apertura del metro de Tokio, el primer metro en el Este
- 1942 - Apertura del túnel Kanmon conectando Honshu y Kyushu
- 1945 - Fin de la Segunda Guerra Mundial, los ferrocarriles fueron muy dañados
- 1949 - Los Ferrocarriles del Gobierno de Japón (JGR) fueron reorganizados para convertirse en propiedad pública de la corporación llamada Las Vías Férreas Nacionales de Japón (JNR)
- 1958 - Kodama, el primer expreso EMU entre Tokio y Osaka
- 1960 - Hatsukari, el primer DMU expreso entre Ueno (Tokio) y Aomori
- 1964 - Apertura de la primera línea Shinkansen entre Tokio y Shin-Osaka
- 1975 - Retiro de las locomotoras a vapor de todos los servicios de JNR (los alternadores permanecieron hasta 1976)
- 1980 - Promulgación del Acto de Reconstrucción de JNR; líneas de baja ganancia fueron abandonadas
- 1987 - Privatización de la JNR; el grupo de compañías Ferroviarias de Japón sucedieron a la JNR.
- 1988 - Apertura del túnel Seikan que conecta Honshu y Hokkaido
- 1988 - Apertura del Puente Gran Seto conectando Honshu y Shikoku

## Clasificación del transporte ferroviario en Japón

### Tipos de operadores

#### JR
El Grupo de Ferrocarriles de Japón, más comúnmente conocido como Grupo JR, es un grupo de sucesores de Vías Ferroviarias Nacionales de Japón (JNR) propiedad del gobierno. El Grupo JR está en el corazón de la red ferroviaria de Japón, operando casi todos los servicios ferroviarios internos de la ciudad y una gran porción de los viajes diarias de servicio ferroviario.   
Las seis compañías de pasajeros operando del Grupo JR están separadas por región, pero muchas operan servicios de tren a larga distancia entre sus límites regionales. Las seis compañías son: Hokkaido, Japón Este, Japón Central, Japón Oeste, Shikoku y Kyushu.   
El servicio de carga pertenece a la Compañía Ferroviaria de Carga de Japón el cual opera toda la red de cara previamente poseída por JNR.  

#### Mayores ferrocarriles privados
Japón también posee múltiples sistemas ferroviarios privados competitivos, el gobierno Japonés alentó a la empresa privada a desarrollar su propio sistema de tránsito masivo para reconstruir rápidamente la red de transporte urbano del país.[10]     
Las líneas ferroviarias privadas fueron alentadas a competir entre ellas y con las líneas nacionales pero con el rol del gobierno limitado a la regulación de tarifas. A cambio por el desarrollo de las vías férreas, las empresas privadas recibieron oportunidades de negocio para diversificar sus operaciones y desarrollar los bienes raíces alrededor de sus redes de ferrocarril.  
Permitiendo a las empresas privadas controlar el desarrollo del tránsito orientado y las líneas de ferrocarril, las comunidades planeadas fueron facilitadas permitiendo a los operadores de las vías férreas privadas establecer un negocio vertical integrado de desarrollo residencial, negocio, industria y venta de terreno, además de métodos de desplazamiento usados por el pueblo para viajar entre esas áreas.[11]  
Así, a través de la diversificación de sus negocios, la mayoría de las vías férreas privadas en Japón son financiadas independientemente y sus operaciones ferroviarias son lucrativas usualmente, en gran contraste a la mayoría de las redes de tránsito en otros países.[12]  
Las siguientes 16 compañías están clasificadas como las más grandes vías férreas privadas y están operando 2,870.1 kilómetros de vías férreas. En un periodo de 1 año desde abril de 2009, un total de 9.46 mil millones de pasajeros (118 mil millones de pasajeros por kilómetro) viajó a través de estas vías férreas principales.[13]   
- Tobu
- Seibu
- Keises (eléctrica)
- Keio
- Odakyu (eléctrica)
- Tokyu
- Keikyu
- Tokio
- Sagami
- Nagoya
- Kintetsu
- Nankai (eléctrica)
- Keihan (eléctrica)
- Hankyu
- Hanshin (eléctrica)
- Nishi-Nippon

#### Otras vías férreas
Otros operadores de vías férreas incluyen  
- Gobiernos de ciudades
- Empresas del "Tercer Sector" fundadas en conjunto por los gobiernos regionales y las empresas privadas
- Otras empresas menores de vías férreas privadas

### Ferrocarril y tranvía
En el sentido legal, hay dos tipos (muchas subcategorías) de sistemas  de transporte de carril en Japón: ferrocarril (鉄道 tetsudō) y el tranvía (軌道 kidō). Cada sistema de transporte de carril público bajo la regulación del gobierno en Japón está clasificado como ferrocarril o tranvía. En principio, las vías de tranvía pueden compartir secciones con las calles de tráfico mientras que los ferrocarriles no pueden, pero la elección puede parecer arbitraria en ciertos casos. Por ejemplo, el Metro de Osaka es un sistema de tranvía mientras que los metros en otras ciudades son ferrocarriles.[14]   
Los ferrocarriles y tranvías son respectivamente regulados por el Acto de Negocios de Ferrocarril (鉄道事業法 Tetsudō Jigyō Hō, Acto n.º 9 de 1986) y el Acto de tranvía (軌道法 Kidō Hō, Acto n.º 76 de 1921).   

### Categorías de ferrocarriles
Bajo el Acto de Negocios de Ferrocarril las operaciones de los "ferrocarriles" (en el significado legal) está dividido en tres categorías: Categoría 1, 2 y 3.[15] Están definidas en el Acto como sigue:[16]  
- Categoría 1 Empresa ferroviaria (事業 一種 事業 事業 i Dai-isshu Tetsudō Jigyō): la actividad de transporte de pasajeros o carga por ferrocarril (excepto tranvías) que no sea un operador ferroviario de Categoría 2.
- Categoría 2 Negocio ferroviario (事業 鉄 道 i Dai-nishu Tetsudō Jigyō): el negocio del transporte de pasajeros o carga utilizando vías férreas distintas de las construidas por el operador del negocio (incluidas las vías férreas construidas por otros que fueron asignadas al operador) para satisfacer las necesidades de los demás.
- Categoría 3 Negocio ferroviario (事業 鉄 事業 i Dai-sanshu Tetsudō Jigyō): el negocio de construir vías férreas con el fin de asignarlas a un operador de empresas ferroviarias de categoría 1 y el negocio de construir vías férreas para tener un negocio ferroviario de categoría 2 el operador los usa exclusivamente.

La mayoría de las operaciones ferroviarias en Japón son de Categoría 1. Ejemplos de negocios ferroviarios de Categoría 2 incluyen la mayoría de las operaciones de Japan Freight Railway Company (JR Freight) y la operación de la Línea JR Tōzai de West Japan Railway Company (JR West). Ejemplos de negocios ferroviarios de categoría 3 incluyen la compañía Kōbe Rapid Transit Railway y el gobierno de la prefectura Aomori con respecto al ferrocarril Aoimori.

## Características comunes de los ferrocarriles Japoneses

### Calibre
El sistema ferroviario de Japón consta de lo siguiente (a partir de 2009):[17]  
- 22.301 km de 1.067 mm (3 ft 6 in) ("vía estrecha"), de los cuales 15.222 kilómetros están electrificados. Utilizado principalmente para líneas generales de pasajeros y carga.
- 4.251 km de 1.435 mm (4 pies 8 1/2 in) ("calibre estándar"), todos electrificados. Se utiliza principalmente para líneas de alta velocidad, líneas de metro y algunas líneas suburbanas.
- 96 km de 1.372 mm (4 pies 6 in), todo electrificado. Se usa principalmente para las ramas de la línea Keiō y los sistemas regionales de tranvía. (Ver ferrocarriles de 1372 mm de ancho en Japón).
- 48 km de 762 mm (2 pies 6 in), todos electrificados, en su mayoría regionales. (Ver ferrocarriles de calibre 762 mm en Japón).

La red ferroviaria nacional se inició y se ha ampliado con el estrecho ancho de vía de 1,067 mm (3 pies 6 pulgadas),que se le conoce como ancho estrecho. Los ferrocarriles con un ancho de vía más amplio se limitan a los construidos sin la intención de proporcionar a través del transporte de mercancías y pasajeros bajo la red nacional existente. Por otro lado La red shinkansen usa medida de ancho de vía Estándar y un tamaño mayor considerable en los carros que ocupa, siendo en si un indicador de que sus trenes van enfocados a otro tipo de servicio, también existen ferrocarriles no shinkansen de ancho estándar, siendo un ejemplo palpable la línea Keisei que se dirige al Aeropuerto internacional de Narita (originalmente era parte de un plan para hacer llegar la tecnología shinkansen a la misma, pero por diferencias se excluyó de planes a mediano plazo; así que un operador privado tomó el control solamente respetando el ancho de vía shinkansen).  

### Electrificación
Los sistemas de electrificación utilizados por JR Group son 1.500 V DC y 20 kV AC para líneas convencionales, y 25 kV AC para Shinkansen. La electrificación con 600 V DC y 750 V DC también se ve en líneas privadas. La frecuencia de la fuente de alimentación de CA es 50 Hz en el este de Japón y 60 Hz en el oeste de Japón.

### Indicador de carga
La red nacional japonesa operada por Japan Railways Group emplea un ancho estrecho de 1.067 mm (3 pies 6 pulgadas) y tiene un ancho máximo de 3.000 mm (9 pies 10 pulgadas) y una altura máxima de 4.100 mm (13 pies 5 pulgadas); sin embargo, se construyeron varias líneas JR como ferrocarriles privados antes de la nacionalización a principios del siglo XX, y cuentan con medidores de carga más pequeños que el estándar. Estos incluyen la línea principal Chūō al oeste de Takao, la línea Minobu y la línea principal de Yosan al oeste de Kan'onji (3.900 mm (12 pies 10 pulgadas) de altura). Sin embargo, los avances en la tecnología del pantógrafo han eliminado en gran medida la necesidad de material rodante separado en estas áreas.
Hay muchas compañías ferroviarias privadas en Japón y el indicador de carga es diferente para cada compañía.

### Entradas, tarifas y recargos

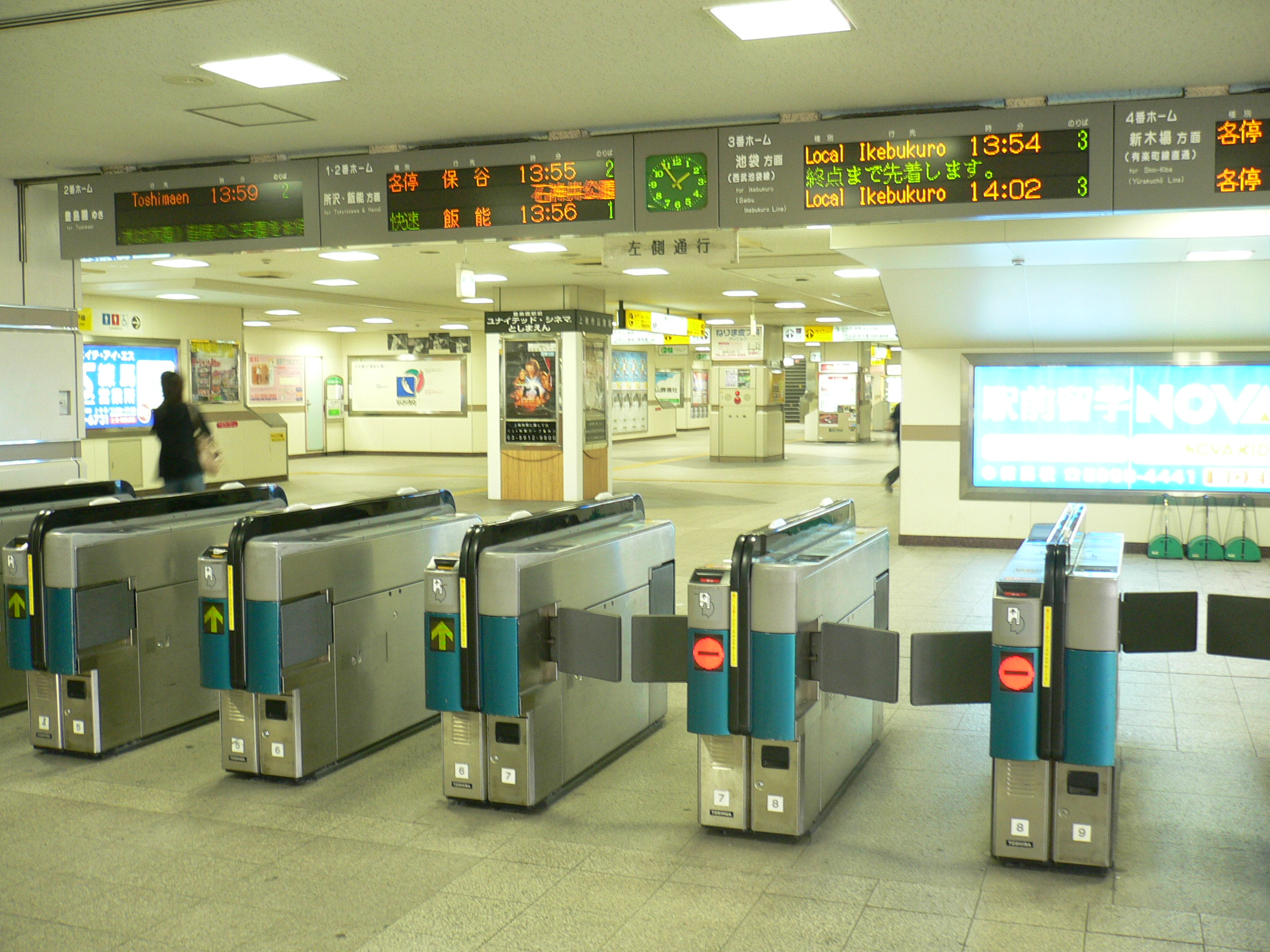
Barrera de tiquete en estación

El transporte ferroviario en Japón es generalmente por una tarifa. En principio, una tarifa es precargada y se emite un boleto a cambio del pago de la tarifa. Un boleto es inspeccionado en una puerta tripulada o automatizada en la estación donde comienza el viaje y se recoge en la estación donde termina el viaje.
Un boleto requerido para un viaje por ferrocarril se llama boleto de tarifa (乗車 券 jōshaken), cuyo precio es tarifa (運 賃 unchin). El boleto de tarifa es válido independientemente del número de transferencias. Los viajeros de larga distancia (generalmente más de 101 km) tienen permitido un número ilimitado de escalas (途中 下車 tochū-gesha) a lo largo de la ruta, sujeto a la duración de la validez del boleto de la tarifa. Además, un viaje en un tren y / o entrenador específico puede requerir un boleto de recargo (料 金 y ryōkinken).  
A excepción de los ferrocarriles muy cortos y algunos sistemas de tranvía con tarifa plana, la tarifa varía según la distancia o el número de zonas recorridas. El precio basado en el tiempo de viaje (pico o fuera de horas punta) no es común en Japón. La tarifa para niños (賃 児 運 ō shōni-unchin) para niños de entre 6 y 12 años es la mitad de la tarifa de adulto. El desarrollo reciente en el sistema de cobro de tarifas es el sistema de tarjetas de valor almacenado compartido por múltiples operadores en grandes ciudades, como Suica y PiTaPa, mediante el cual los pasajeros pueden evitar la consulta con tablas de tarifas complicadas y alineaciones para máquinas expendedoras antes de cada viaje en tren.
Hay muchos tipos de recargos. Por ejemplo, en JR, los recargos incluyen:
- Tarifa exprés (金 行 料 y kyūkō ryōkin) para viajar en un "tren expreso"
- Tarifa expresa limitada (金 料 金 tokkyū ryōkin) para viajar en un asiento reservado de un "tren expreso limitado"
- Tarifa expreso limitada no reservada (金 席 特急 iy iy jiyūseki tokkyū ryōkin) para viajar en un asiento no reservado de un "tren expreso limitado"
- Tarifa de asiento reservada (金 席 料 金 shiteiseki ryōkin) para viajar en un asiento reservado de los trenes a excepción de un "tren expreso limitado"
- Green fee (Green グリーン料金 gurīn ryōkin) para viajar en un autobús especial llamado "Green Car"
- Precio de la cama (金 台 料 inda shindai ryōkin) para viajar en un coche para dormir

Una característica inusual de los recargos japoneses, en comparación con otros sistemas de trenes, es que a menudo requieren un boleto por separado. Por lo tanto, si viaja en el shinkansen, por ejemplo, en lugar de comprar un solo boleto shinkansen, uno compra dos boletos: un boleto de tarifa (乗車 券) para la distancia recorrida, y un boleto shinkansen adicional (券 幹線 ink shinkansen tokkyūken, shinkansen special express boleto) para permitir que uno viaje en el shinkansen por esa distancia, en lugar de trenes normales. Como los trenes expresos no están separados por puertas especiales de los trenes normales, el servicio exprés requiere la inspección manual de los boletos por parte de un conductor, y los boletos exprés pueden comprarse al conductor. En resumen, el boleto de tarifa permite el acceso a las plataformas de tren en la entrada y salida, donde es inspeccionado por la puerta o el asistente en la estación, mientras que el boleto expreso le permite a uno viajar en un tren expreso durante el intervalo y es inspeccionado por un conductor en el tren.

### Tipos y nombres de los trenes

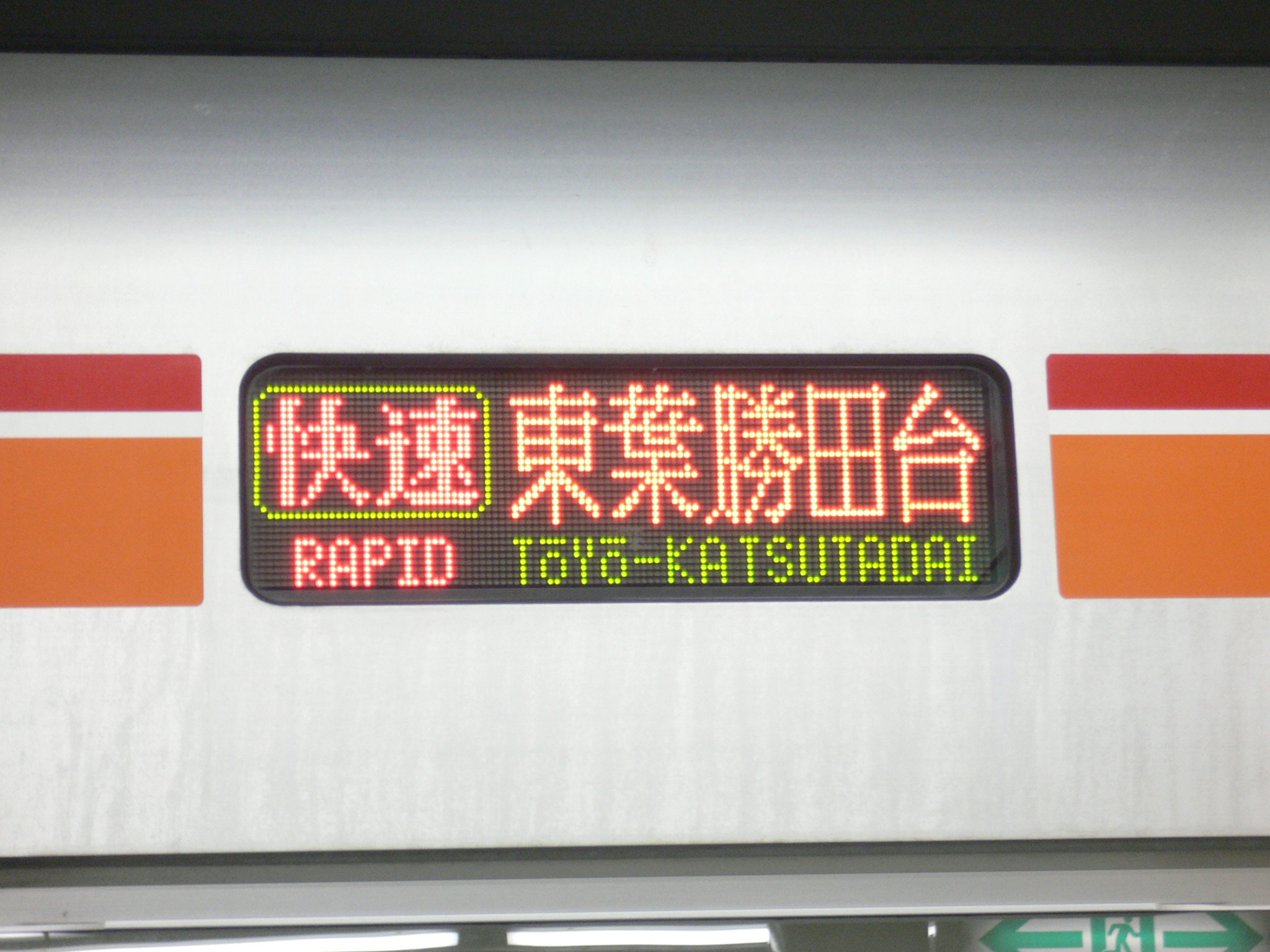
Firma del tren "rápido"

Las líneas ferroviarias suburbanas o interurbanas generalmente establecen varios tipos de trenes (別 種 別 ressha shubetsu) con diferentes patrones de parada.  
Un tren que se detiene en cada estación se llama tren local (普通 列車 / 各 各 停車 futsū-ressha / kakueki-teisha). Solo se requiere un boleto de tarifa para viajar en trenes locales. Los trenes más rápidos que los trenes locales se clasifican como Rapid (快速 kaisoku), Express (行 y kyūkō), Limited Express (特急 tokkyū), etc. y pueden requerir recargos según las políticas de la empresa. Limited Express es más rápido que Express. Los ferrocarriles con muchos tipos de trenes usan prefijos como "semi-", "rápido-", "sección-" o "cercanías". Por ejemplo, la línea Tōbu Isesaki tiene Local, Sección Semi-Express, Semi-Express, Sección Express, Express, Rapid, Section Rapid y Limited Express.
Los operadores de trenes suelen nombrar trenes de larga distancia (Kintetsu es una rara excepción de esta práctica). El proceso de reserva de boletos utiliza los nombres de los trenes en lugar de los números de los trenes. Los números de trenes son casi exclusivamente para uso profesional. 

### Líneas de ferrocarril

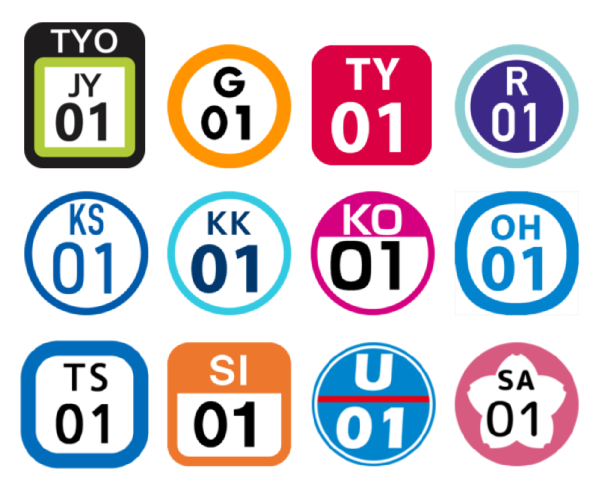
Muchas líneas han adoptado la numeración de estaciones en preparación para Tokio 2020, lo que facilita a los turistas distinguir las estaciones.

Todas las líneas de ferrocarril y tranvía en Japón son nombradas por los operadores. En principio (con algunas excepciones), una sección de ferrocarril tiene un solo nombre. Los nombres de línea se muestran en un boleto para indicar la ruta del boleto. Los pasajeros refieren el ferrocarril por el nombre de la línea (por ejemplo, "Tōyoko Line") o el nombre del operador (por ejemplo, "Hanshin").
Los nombres de las líneas pueden provenir de un nombre de destino o una ciudad a lo largo de la línea (por ejemplo, la "Línea Takasaki" va a Takasaki, Gunma); un nombre de región (por ejemplo, la "Línea principal de Tōhoku" pasa por la región de Tōhoku); una abreviatura de provincias o ciudades (por ejemplo, la "Línea Gonō" conecta Goshogawara y Noshiro); o un recorrido de la línea (por ejemplo, la "Línea Tōzai" significa la Línea Este-Oeste).   
Los nombres de línea se utilizaron como base para la reestructuración de JNR en la década de 1980. El negocio ferroviario se evaluó línea por línea para identificar líneas significativamente no rentables para el cierre. Esto dejó algunas líneas secundarias sin nombre, que se habrían cerrado si tuvieran nombres de línea, que no se vieran afectadas por la reestructuración.
En algunos casos, la ruta actual de un ferrocarril ha cambiado, pero el nombre de la línea histórica no ha reflejado el cambio, en cuyo caso el nombre operativo será diferente del nombre de la línea original. Los ejemplos incluyen la Línea Keihin-Tōhoku y la Línea Shōnan-Shinjuku.

## Metro y tren ligero

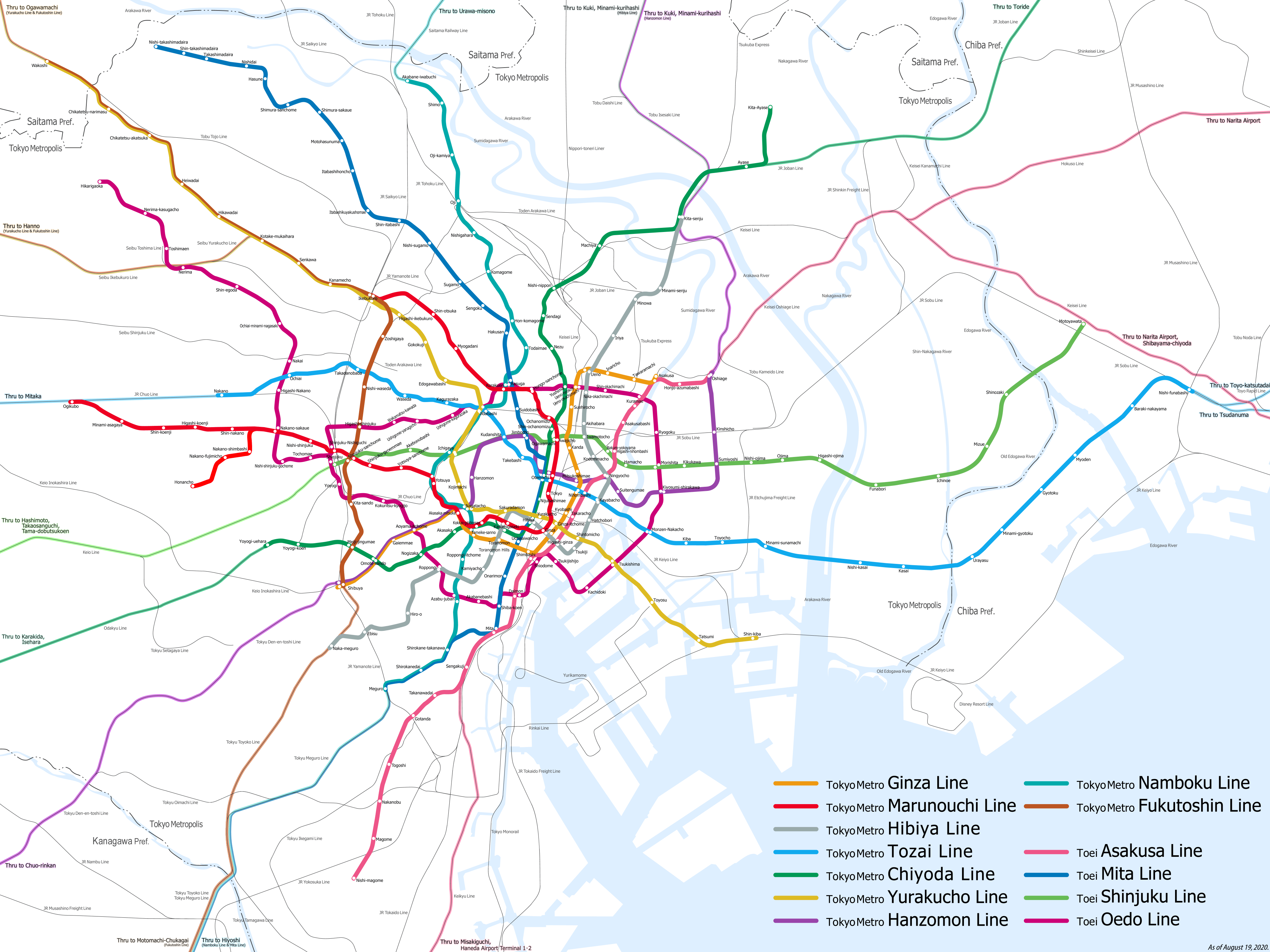
Mapa del metro de Tokio

Además de su extensa red ferroviaria, Japón tiene una gran cantidad de sistemas de metro. El más grande es el metro de Tokio, donde la red en 1989 consistió en 211 kilómetros de vías que conectan 205 estaciones. Dos sistemas de metro sirven a la capital: uno administrado por el Metro de Tokio (llamado Teito Rapid Transit Authority hasta 2004), con nueve líneas (la más antigua, la línea Ginza fue construida en 1927) y el otro operado por el Buró de Transporte del gobierno metropolitano de Tokio ( Toei), con cuatro líneas. Las áreas periféricas y suburbanas son servidas por siete compañías ferroviarias privadas, cuyas líneas se cruzan en las principales estaciones con el sistema de metro. En 1990, las dos compañías estaban construyendo más de sesenta kilómetros adicionales de metro.
Hay varios otros sistemas de metro en otras ciudades japonesas, incluidos el metro de la ciudad de Fukuoka, el metro municipal de Kobe, el metro municipal de Kioto, el metro de Osaka, el metro de Nagoya, el metro de Sapporo, el metro de Sendai y el metro de Yokohama.
Mientras que los sistemas de metro en las ciudades japonesas generalmente son operados por el gobierno de la ciudad y por lo tanto tienden a limitar sus redes dentro de la frontera de la ciudad, hay muchos casos de servicios a través de trenes subterráneos en líneas ferroviarias suburbanas y viceversa. Una de las razones de esta situación fue el fuerte aumento de pasajeros en los ferrocarriles en el rápido crecimiento de la economía de la posguerra que no podría ser manejado por pequeñas terminales ferroviarias originales en el centro de la ciudad. 
En Japón también se desarrolló el tránsito automatizado de las guías (automóviles con neumáticos de caucho que corren sobre guías de concreto). Las ciudades con tales sistemas de tránsito de capacidad intermedia incluyen Hiroshima, Kobe, Osaka, Saitama y Tokio.
Algunas ciudades operan sistemas de tranvías, incluidos Hiroshima, Matsuyama, Nagasaki, Tokio (solo una línea) y Toyohashi. Todas estas ciudades también cuentan con buenos servicios de ferrocarriles públicos y privados; también, hay tranvías privados no incluidos arriba.

## En la cultura Japonesa

### Puntualidad
Los ferrocarriles japoneses se encuentran entre los más puntuales del mundo. La demora promedio en el Tokaido Shinkansen en el año fiscal 2012 fue solo de 0.6 minutos.[18] Cuando los trenes se retrasan por tan solo cinco minutos, el conductor hace un anuncio para disculparse por el retraso y la compañía ferroviaria puede proporcionar un "certificado de retraso" (遅 延,), ya que nadie esperaría que un tren llegara tan tarde. Los pasajeros japoneses dependen en gran medida del tránsito ferroviario y dan por supuesto que los trenes operan a tiempo. Cuando los trenes se retrasan por una hora o más, incluso puede aparecer en el periódico.[19] Sin embargo, algunos sostienen que el personal ferroviario está sometido a demasiada presión por parte del público. Estos estrictos estándares se consideran contribuyentes a la causa de accidentes graves como el accidente ferroviario de Amagasaki en 2005.[20]  

### Trenes y crimen

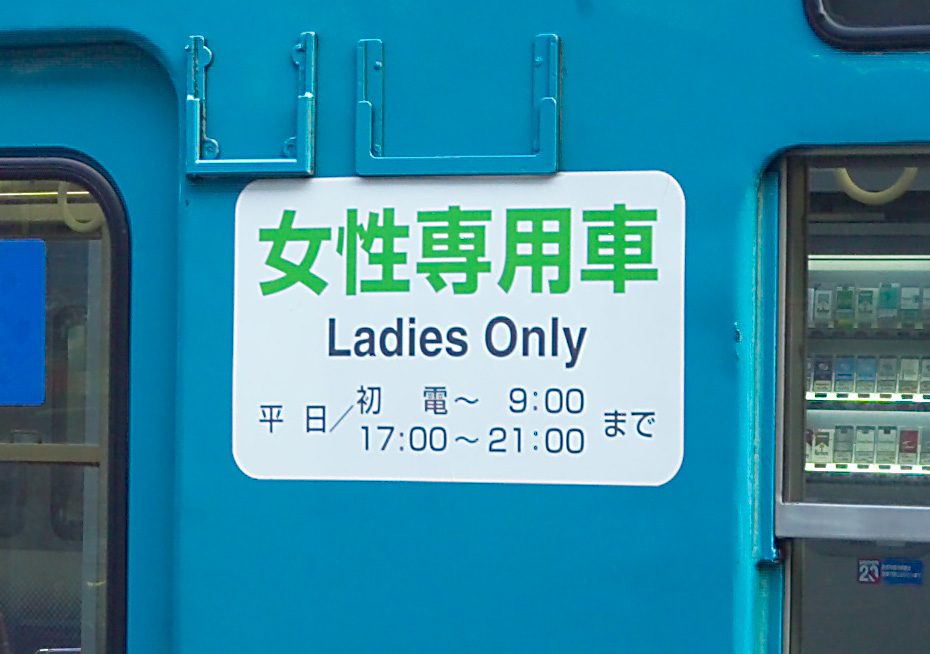
Coche solo para mujeres en JR West

Uno de los crímenes más difundidos que se cometen en los trenes es el chikan o el andar a tientas, aprovechando el exceso de pasajeros y la renuencia de las personas a pedir ayuda o acudir en ayuda de otra. Una tendencia reciente de las compañías ferroviarias para promocionar sus líneas es dar servicio a autos solo para mujeres en algunos trenes (por lo general durante las horas pico y nocturnas de la mañana, y con frecuencia en el automóvil delantero o trasero) y se está convirtiendo rápidamente en una práctica estándar, especialmente entre Líneas de cercanías ocupadas de Tokio.
El idioma japonés tiene una serie de expresiones para viajar ilegalmente en trenes sin pagar la tarifa correcta. Uno es Satsuma-no-kami. Es una referencia a Taira Satsuma-no-kami Tadanori, un miembro del clan Taira que se menciona en el Cuento del Heike. Su nombre, Tadanori, se pronuncia igual que las palabras que significan "montar gratis".   
Otra expresión es kiseru jōsha. Esto se refiere a un kiseru, una pipa que tiene una larga sección hueca de bambú entre el cuenco (donde entra el humo) y la boquilla (donde sale) hecha de metal. Basado en una asociación de metal y dinero, kiseru jōsha es la práctica de usar un boleto para ingresar al sistema ferroviario y un boleto diferente para salir, con un segmento no pagado largo en el medio - comprando dos boletos separados, que cubren solo el inicial y final segmentos del viaje (que corresponden al cuenco y la boquilla), en lugar de un boleto para toda la longitud.
Otros crímenes notables montados en instalaciones ferroviarias en Japón incluyen el asesinato del primer ministro Hara Takashi en la estación de Tokio en 1921, el accidente deliberado del tren en la estación de Mitaka en 1949 y el ataque con gas Sarín en el metro de Tokio en 1995.

### Suicidios

Oficiales de policía limpiando los restos de un suicida en la prefectura de Saitama, febrero de 2006

Los trenes también se usan como un medio para suicidarse. Su popularidad relativa se debe en parte a su facilidad práctica y a evitar causar molestias a la familia, aunque a menudo las compañías ferroviarias cobran o demandan a las familias para compensar los problemas causados por el accidente. Los suicidios a menudo causan retrasos en las líneas en las que ocurren. Los operadores ferroviarios pueden cobrar a los familiares del difunto daños y perjuicios por un monto de aproximadamente 1 millón de yenes.[21] Recientemente, las compañías ferroviarias han comenzado a implementar medidas para desalentar y prevenir los suicidios en los trenes. Esto incluye el uso de luces led azules en las estaciones, que los funcionarios esperan que calmen a los potenciales saltadores.[22] También se están instalando puertas de borde de plataforma en varias estaciones en un esfuerzo por mantener a las personas en la plataforma hasta que llegue el tren.[23]     

### Ekiben

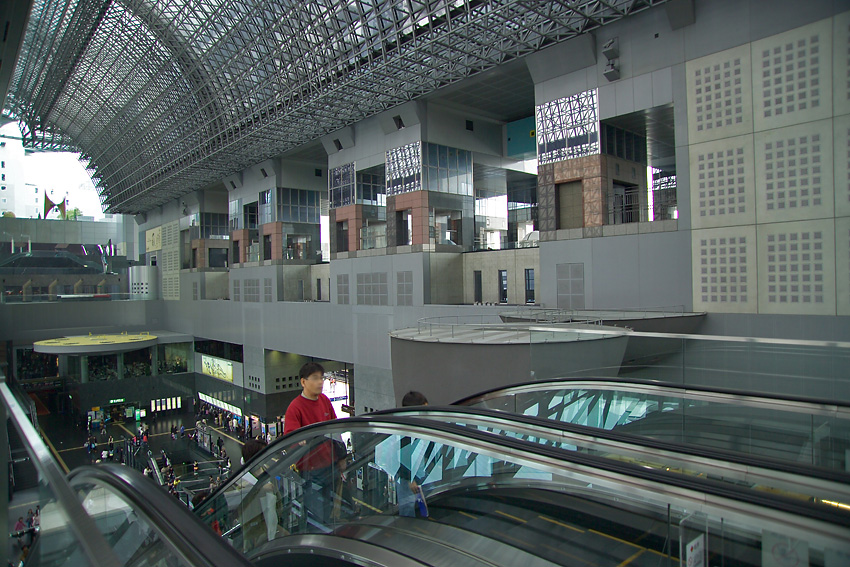
Compradores, viajeros y huéspedes del hotel comparten la estación de Kioto

Un aspecto importante del romance de los rieles en Japón es el ekiben, la fiambrera de la estación bento. Las primeras loncheras pre-empacadas se originaron en la estación de Utsunomiya en 1885 y se convirtieron en un éxito instantáneo.[24] Muchas estaciones (eki) en todo el país pronto comenzaron a hacer especial bento con especialidades locales como mariscos, carne o verduras. Incluyendo generosas porciones de arroz, el ekiben fue una comida completa. A menudo se servía en una caja de madera; hoy en día el cartón y los plásticos se han hecho populares, aunque los palillos de madera todavía acompañan al ekiben. El Comité Central de la Asociación Japonesa de Concesionarios de la Estación Ferroviaria (社団法人日本鉄道構内営業中央会) es una importante organización comercial que promueve ekiben.

### En los medios de comunicación
Los libros y la televisión japoneses presentan el transporte ferroviario en varios contextos. Los ejemplos incluyen relatos de viajeros que visitan rutas rústicas o trenes inusuales o misterios de asesinatos en trenes durmientes. 
Una importante serie de televisión basada en el transporte ferroviario, Ressha Sentai ToQger, fue transmitida por TV Asahi desde 2014 hasta 2015.

## Lectura próxima
- Daito, Eisuke. "Railways and scientific management in Japan 1907–30." Business History 31.1 (1989): 1-28.
- Ericson, Steven J. The Sound of the Whistle: Railroads and the State in Meiji Japan (Harvard Univ Asia Center, 1996).
- Kinzley, W. Dean. "Merging Lines: Organising Japan's National Railroad, 1906-1914" Journal of Transport History 27#2 (2006)
- Winchester, Clarence, ed. (1936), «The railroads of Japan», Railway Wonders of the World, pp. 206-214. illustrated description of the development of Japanese railways to 1936